# انتخابات ریاست‌جمهوری ونزوئلا (۲۰۱۸)
انتخابات ریاست‌جمهوری ونزوئلا (۲۰۱۸) در ۲۰ مه در ونزوئلا برگزار شد. این یک انتخاب زودهنگام بود. زمان اصلی این انتخابات برای دسامبر ۲۰۱۸ برنامه‌ریزی شده بود که به ۲۲ آوریل ۲۰۱۸ تغییر یافت و در نهایت پس از یک تأخیر چند هفته‌ای به ماه مه ۲۰۱۸ موکول شد.
چندین سازمان غیردولتی ونزوئلا مانند انجمن جنایی ونزوئلا، تاریخ، رای‌گیری جوان، ناظران انتخابات ونزوئلا و شبکه انتخاباتی شهروندان، نگرانی خود را نسبت به نادیده گرفتن برنامه انتخاباتی، از جمله عدم توانایی مجلس ملی برای احضار انتخابات، ابراز داشته‌اند، که این مانع از مشارکت احزاب سیاسی مخالف و نبود زمان برای ثبت نام برای انتخابات عمومی می‌باشد. از این رو، شورای حقوق بشر سازمان ملل متحد، اتحادیه اروپا، سازمان کشورهای آمریکایی، گروه لیما و سایر کشورها از جمله ایالات متحده و کلمبیا روند انتخابات را رد کرده‌اند. نیکلاس مادورو، رهبر حزب متحد سوسیالیست ونزوئلا، مجدداً به ریاست جمهوری انتخاب شد.